# WebScarab
WebScarab es una aplicación para pruebas  (obsoleta) de seguridad web cuyo desarrollo está inactivo, debido al lanzamiento de OWASP ZAP. Se solía utilizar como un proxy que intercepta y permite al usuario alterar las peticiones HTTP y HTTPS en el navegador web y la respuesta del servidor web.
WebScarab también puede grabar el tráfico en la red para una revisión posterior.
WebScarab es una herramienta de código abierto desarrollada por The Open Web Application Security Project (OWASP), y fue implementada en Java así puede ejecutarse en diferentes sistemas operativos. En 2013 el desarrollo oficial de WebScarab se hizo lento, y apareció el proyecto  OWASP's Zed Attack Proxy ("ZAP") (otra herramienta de código abierto creada en Java, con más características y desarrollo activo) siendo el sucesor oficial de WebScarab, aunque ZAP partió del proxy Paros.